# Ancylastrum cumingianus
Ancylastrum cumingianus é uma espécie de gastrópode  da família Planorbidae.
É endémica da Austrália.